# يوجينة جرداء
يوجينة جرداء (الاسم العلمي: Eugenia glabra) هي نوع من النباتات تتبع جنس اليوجينة من فصيلة الآسية.